# Coucy-lès-Eppes
Coucy-lès-Eppes är en kommun i departementet Aisne i regionen Hauts-de-France i norra Frankrike. Kommunen ligger  i kantonen Sissonne som ligger i arrondissementet Laon. År 2022 hade Coucy-lès-Eppes 647 invånare.

## Befolkningsutveckling
Antalet invånare i kommunen Coucy-lès-Eppes
Referens: INSEE